# Distrikt Santa Rosa (Melgar)
Der Distrikt Santa Rosa liegt in der Provinz Melgar in der Region Puno in Südost-Peru. Der Distrikt besitzt eine Fläche von 804 km². Beim Zensus 2017 wurden 6420 Einwohner gezählt. Im Jahr 1993 betrug die Einwohnerzahl 6325, im Jahr 2007 6943. Sitz der Distriktverwaltung ist die 3993 m hoch gelegene Kleinstadt Santa Rosa mit 2899 Einwohnern (Stand 2017). Santa Rosa befindet sich 37 km nordwestlich der Provinzhauptstadt Ayaviri. Die Bahnverbindung von Cusco nach Puno führt durch den Distrikt. An der westlichen Distriktgrenze befindet sich der Bahnhaltepunkt La Raya.

## Geographische Lage
Der Distrikt Santa Rosa liegt im Andenhochland im Westen der Provinz Melgar. Im Nordwesten des Distrikts verläuft die Cordillera La Raya mit dem 5472 m hohen Chimboya. Der Río Pucará (auch Río Santa Rosa) entwässert das Areal in Richtung Ostsüdost.
Der Distrikt Santa Rosa grenzt im Westen an den Distrikt Layo (Provinz Canas), im Norden und im Osten an den Distrikt Nuñoa, im Südwesten an die Distrikte Ayaviri und Umachiri sowie im Süden und im Südwesten an den Distrikt Macari.

## Ortschaften
Im Distrikt gibt es neben dem Hauptort folgende größere Ortschaften:
- Jatun Ayllu
- Kunurana Alto Llapha (222 Einwohner)
- Kunurana Bajo
- Picchu (248 Einwohner)